# Dračík Eatonův

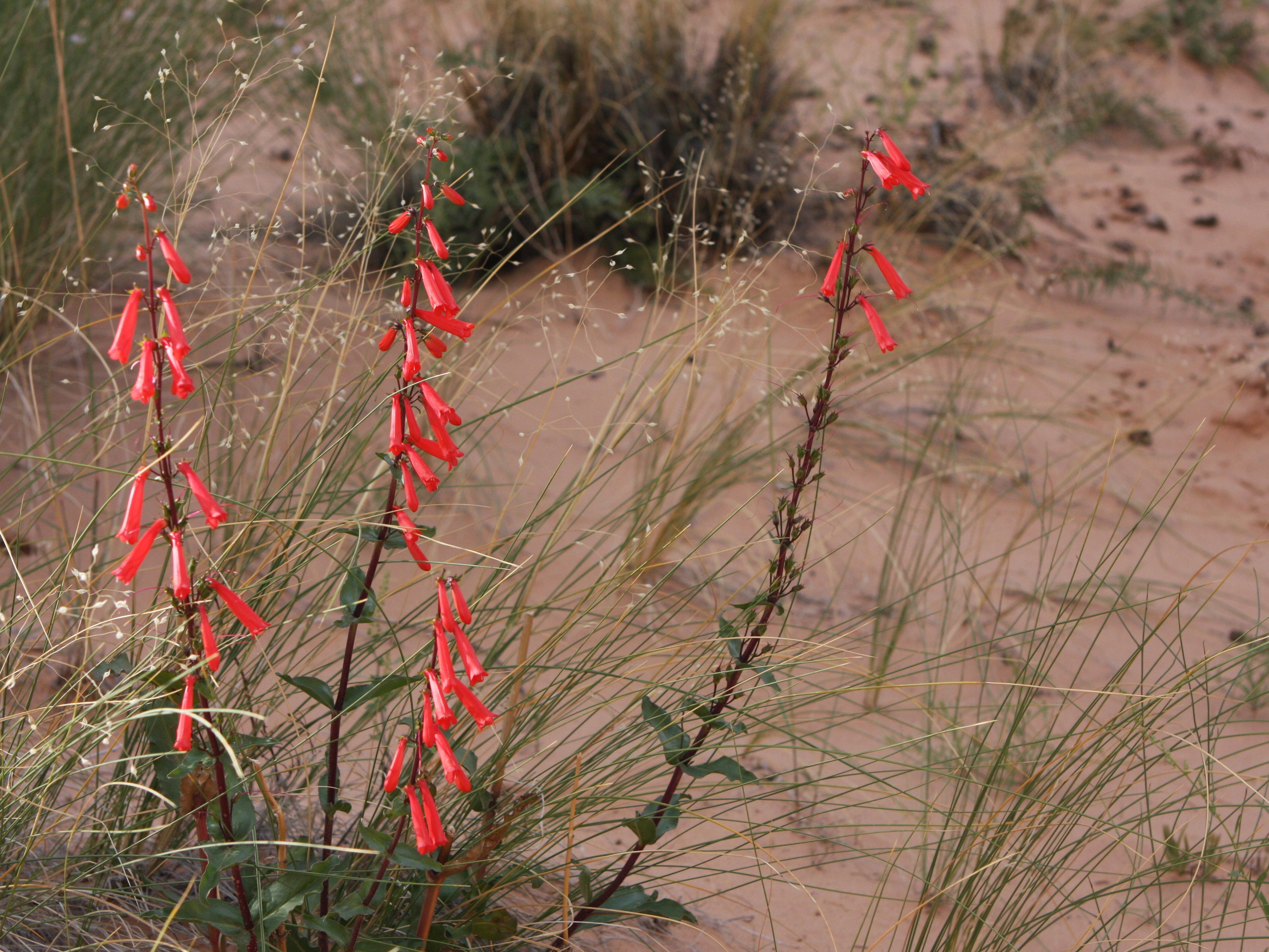
Kvetoucí rostlina

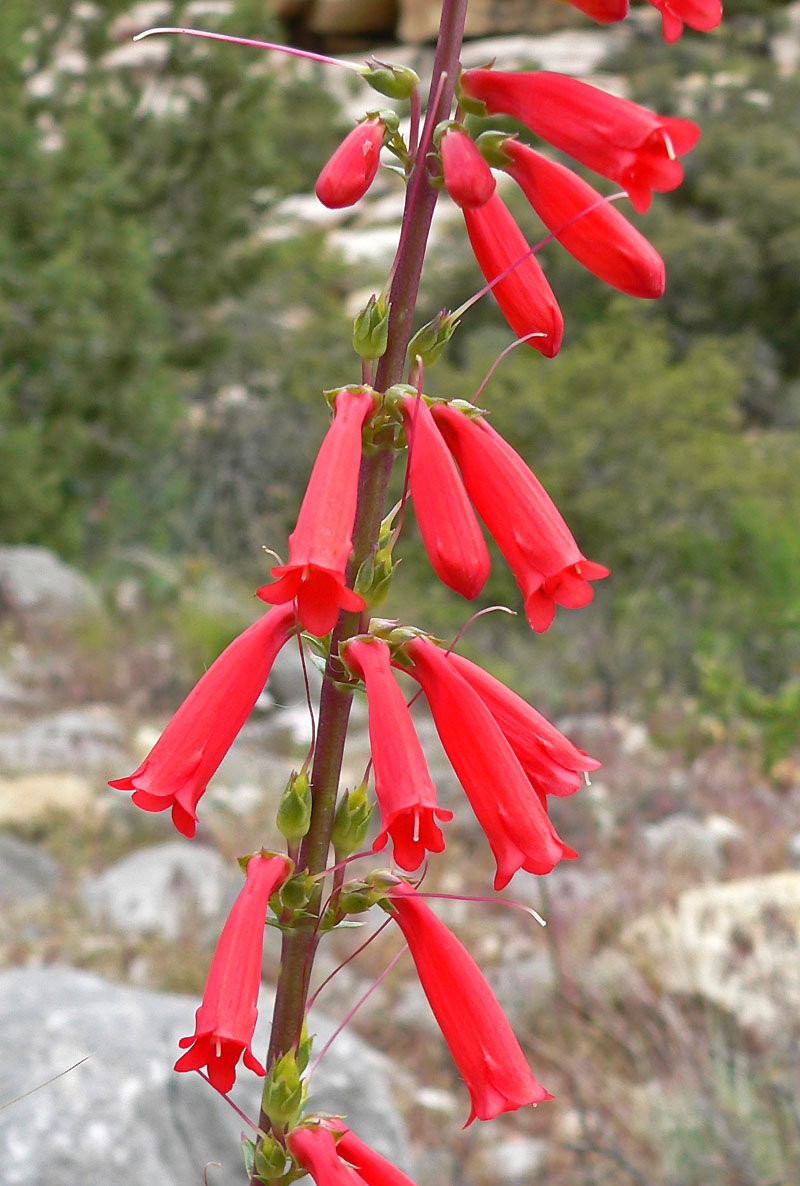
Lodyha s květy

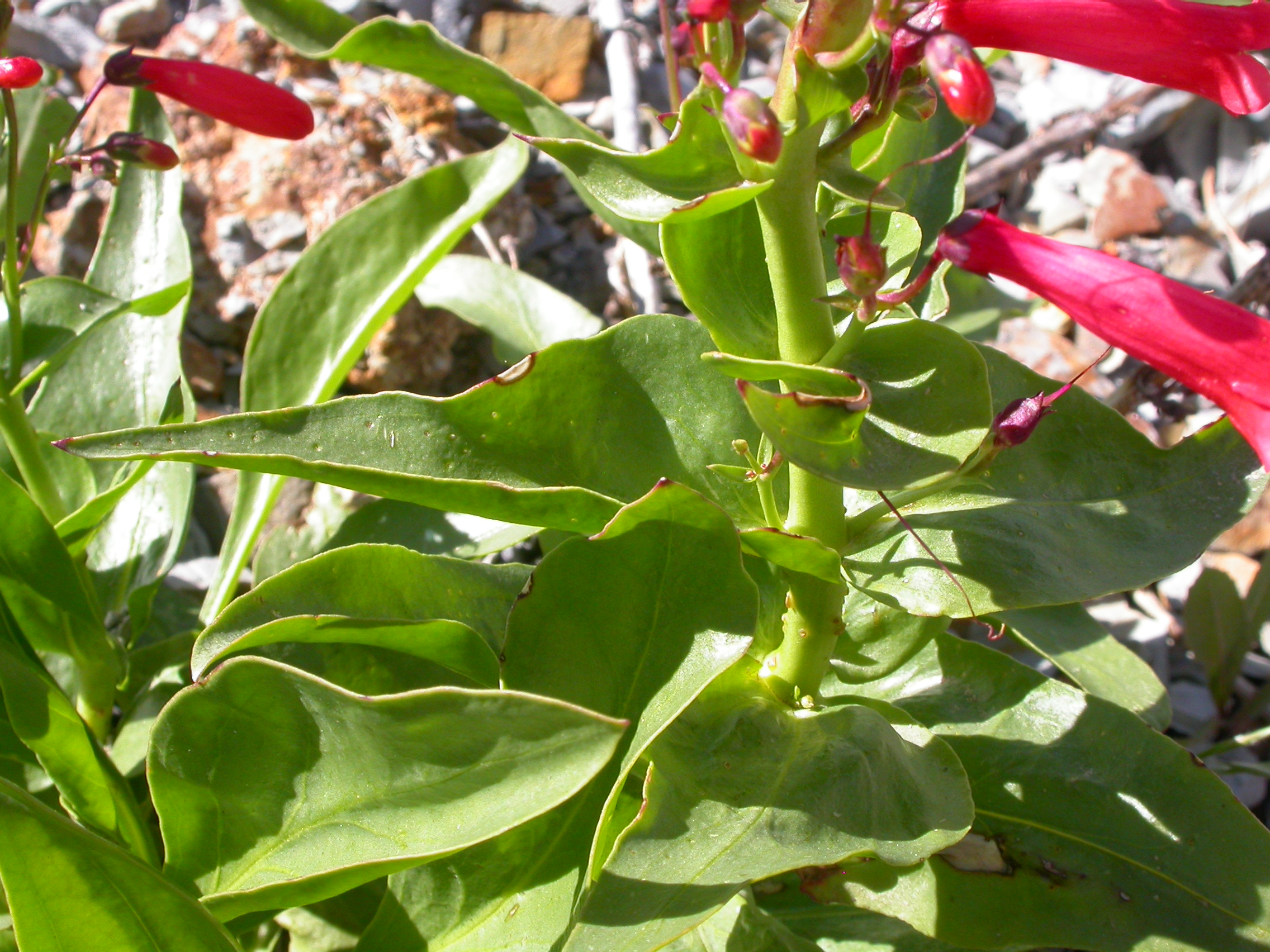
Lodyžní listy

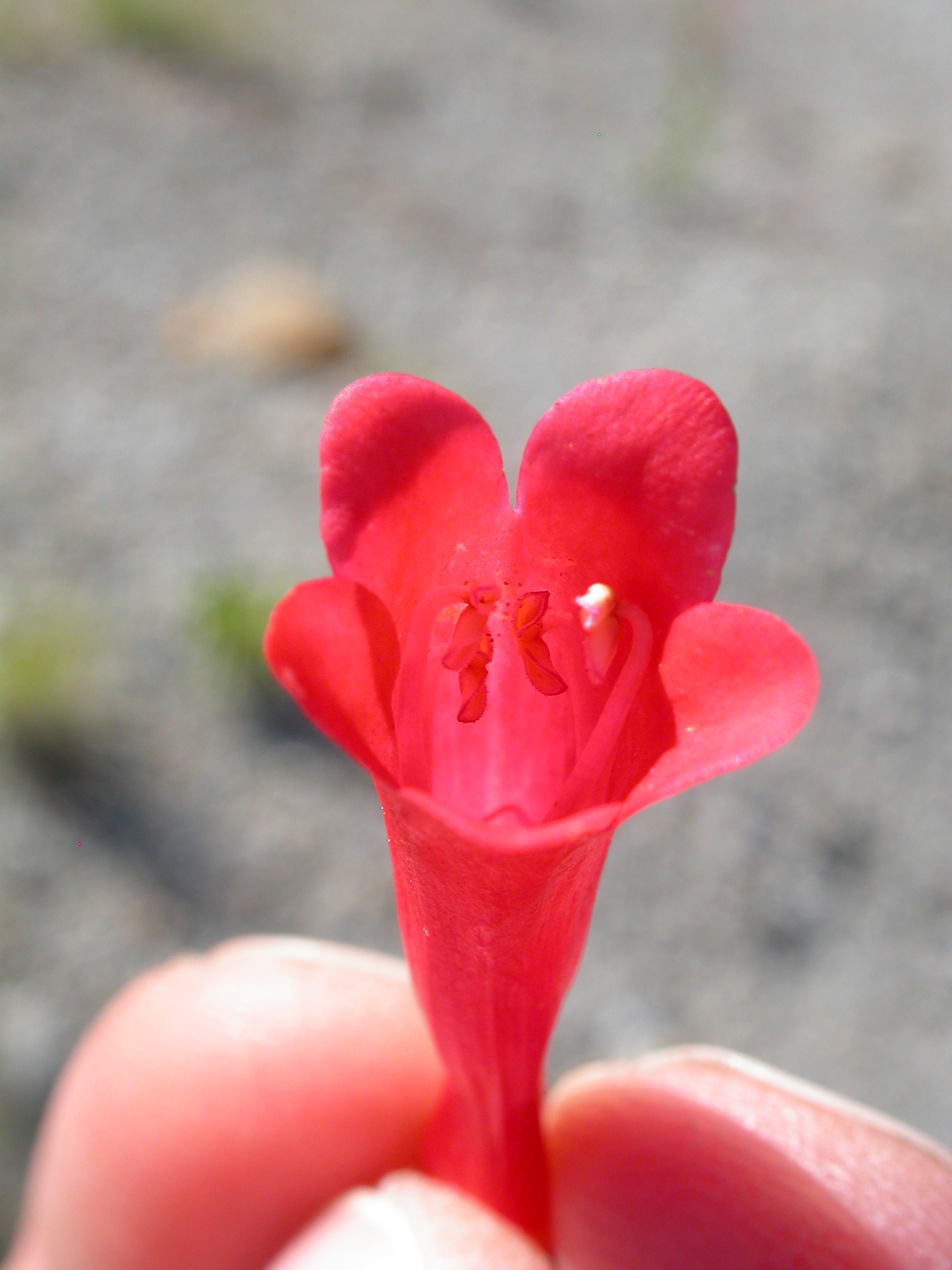
Květ

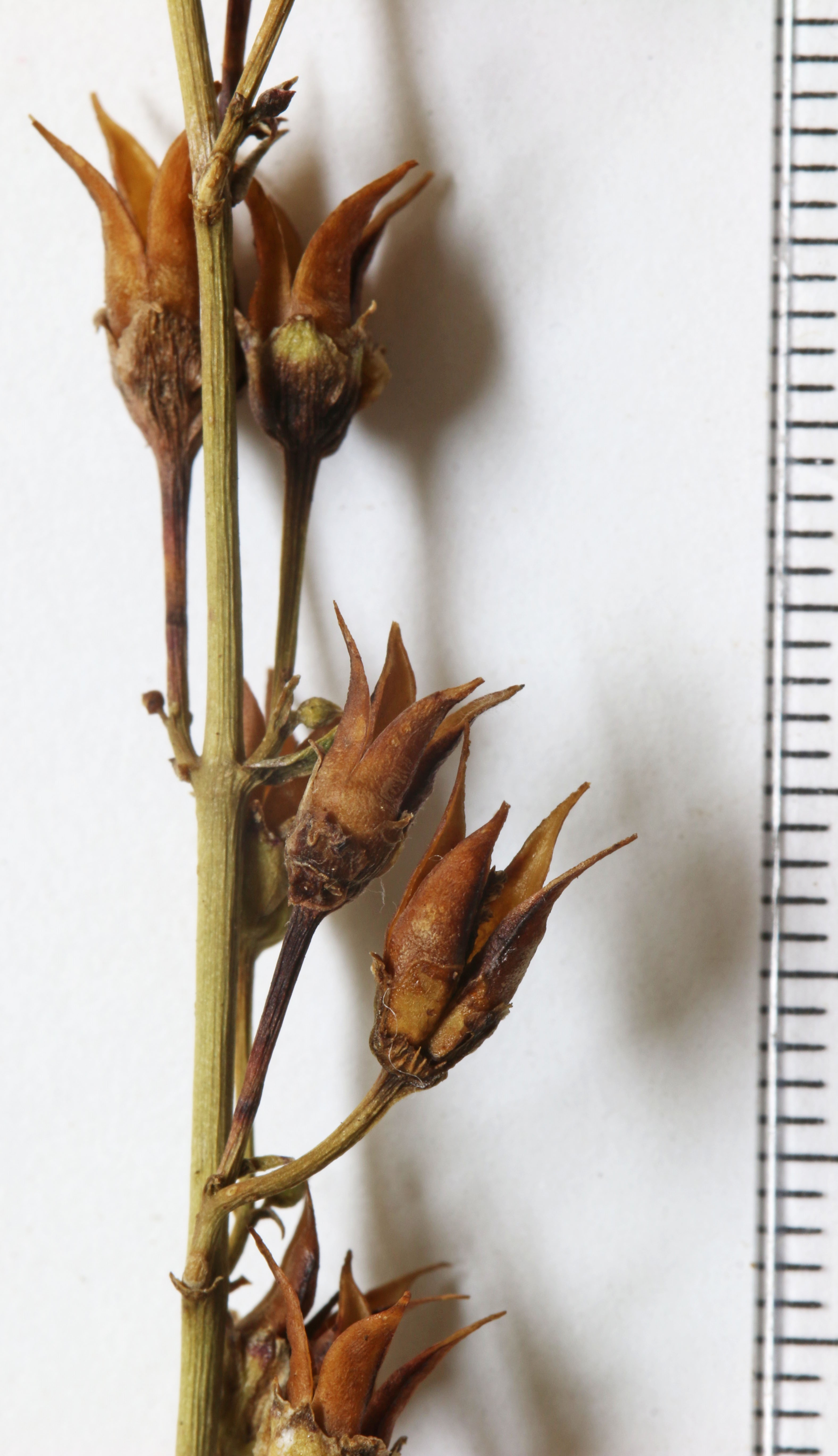
Zralé tobolky se semeny

Dračík Eatonův (Penstemon eatonii) je jedním z více než 275 druhů rodu Penstemon, které se vyskytují výhradně v Severní Americe. Je to vytrvalá rostlina s jednou až několika, do 90 cm dlouhými lodyhami s nápadnými trubkovitými květy v odstínech jasně červené barvy. Je to bylina suchých svahů, kde je většinou narušená nebo jalová půda. Druhové vědecké jméno Eatonův eatonii získala na počest amerického botanika Daniela Cadyho Eatona (1834–1895), který sbíral tyto rostliny v roce 1869 a byl na Harvardově univerzitě žákem botanika Asy Graye, jenž druh popsal a pravoplatně pojmenoval.

## Rozšíření
Přirozeně se vyskytuje na západě Spojených států, kde roste od Nového Mexika přes Colorado po Wyoming a dále západním směrem v Arizoně, Kalifornii, Utahu, Nevadě a Idahu. Přestože se na stanovištích samovolně rozšiřuje, a za ideálních klimatických a ekologických podmínek se může dostat i do přilehlých vegetativních společenstev, není dračík Eatonův považován invazní druh.

## Taxonomie
Druh dračik eatonův se rozděluje do tří poddruhů:
- Penstemon eatonii ssp. eatonii
- Penstemon eatonii ssp. exsertus M. E. Jones
- Penstemon eatonii ssp. unosus (A. Nelson) C. C. Freeman

Nominátní poddruh Penstemon eatonii ssp. eatonii má květy lysé, u poddruhu P. eatonii ssp. exsertus jsou pýřité stejně jako u Penstemon eatonii ssp. unosus, jehož květy mají ještě nápadně zvětšené prašníky.

## Ekologie
Roste na narušených a vyčerpaných půdách v oblastech s průměrnými ročními srážkami 250 až 400 mm. Lze jej nalézt na rozličných stanovištích; v polopouštích, na suchých skalnatých svazích, v křovinách, řídkých lesích, na polích a okrajích cest. Vyskytuje se především na otevřených náhorních plošinách v kamenitých půdách, ve smíšené travnaté polopouštní vegetaci keřů, pelyňků a travin, vždy však na místech dobře odvodněných.
Nejlépe roste na písku nebo rozložené žule, kde bývá hodnota pH půdy od 6,0 po 8, 0. Vyskytuje se v nadmořské výšce od 1100 po 2600 m n. m., nejvýše ve Skalnatých horách v Kalifornii. Toleruje krátký pokles teploty k -6 °C, pro zdárné přezimování potřebuje sucho, jen minimum deště či sněhu.
Listy v přizemní růžici jsou živé i v zimním období, kdy se při nedostatku jiných bylin stávají potravou pro zvěř. Rostliny zdárně přežijí i slabý požár díky svým listům s relativně vysokým obsahem vlhkosti. Začínají se probouzet ze zimního klidu a následně růst již brzy na jaře, květy se objevují od května do srpna, semena začínají dozrávají od září. Jako opylovači hojně přilétají včely a motýli, z ptáků pak hlavně kolibříci. Rostliny mají počet chromozomů 2n = 16.

## Popis
Rostlina je krátkodobě vytrvalá, širokolistá bylina, její průměrná životnost bývá čtyři až pět let. Z bohaté přízemní růžice listů vyrůstá několik přímých nebo vystoupavých lodyh vysokých 40 až 90 cm. Přízemní listy jsou řapíkaté, tmavě zelené, kožovité a tuhé, všechny jsou jednoduché. Jejich čepele bývají dlouhé od 5 po 10 cm a široké průměrně 2,8 cm, jsou vejčité, k bázi se zužují a na vrcholu jsou špičaté. Lodyžní listy vyrůstají vstřícně, jsou přisedlé, jejich čepele mají trojúhelníkovitý až vejčitý tvar a po obvodě jsou slabě zvlněné. Nejspodnější lodyžní listy bývají velké jako listy přízemní a směrem nahoru se zmenšují. Rostlina je ukotvená širokým vláknitým kořenem, který dobře proniká i do štěrku a škvír v kamenité půdě.
Na lodyze nad listy vyrůstá, téměř v jednostranných hroznech, čtyři až dvanáct skupin trubkovitých květů šarlatově červené barvy. Každá skupina má pod květy jeden pár drobných protilehlých listenů a krátké rozvětvení, z kterého rostou převážně jeden či dva květy, ale příležitostně mohou vyrůst až čtyři. Kalich oboupohlavného květu je tvořen vejčitými plátky dlouhými 3,5 až 6 mm, jež jsou zakončené špičkou. Korunní trubka je válcovitá, dlouhá 2,5 až 3,5 cm, je slabě prohnutá a na konci se mírně rozšiřuje. Je nezřetelně dvoupyská, horní pysk je dvoulaločný a spodní třílaločný. Uvnitř korunní trubky jsou čtyři plodné tyčinky s prašníky a jedna neplodná a dále čnělka nesoucí bliznu.
Opylené květy se na podzim vyvinou v mnohosemenné hnědé tobolky obsahující drobná tvrdá semena s drsným povrchem. Tobolky rostou vzpřímeně v blízkosti lodyhy, otvor mají nahoře a semena z nich jen tak lehce nevypadávají. Pokud se rostliny pěstují pro semena je nutno tobolky rozdrtit, semena přesít, nechat uschnout a uskladnit na suchém místě, semena ještě tři až čtyři měsíce dozrávají a jsou životaschopná i po šesti až dvanácti létech.

## Rozmnožování
V přírodě se dračík Eatonův rozmnožuje přirozenou cestou semeny. Před případným lidským výsevem, při dosévání travin a bylin do prořídlých pastvin, se semena stratifikují po dobu dvou měsíců při teplotě blízko nad bodem mrazu. U starších rostlin lze také na konci podzimu rozdělit kořen a zasazené oddělky udržovat na jaře po nějakou dobu vlhké. V přírodě se dračík Eatonův rozmnožuje přirozenou cestou semeny, která mají schopnost i několik let přežívat v půdní bance a čekat, než nastanou vhodné podmínky k růstu.

## Využití
Dračík Eatonův je pro své zářivé šarlátově červené květy a nenáročnost na celoroční obsluhu doporučován jako celoročně vhodná skalnička. Reference samozřejmě neplatí pro středoevropské klima. Rostliny jsou ve volné přírodě během zimních měsíců, pro šťavnaté listy, spásány losy a jeleny.